# اتزباخ
اتزباخ (به آلمانی: Etzbach) یک شهر در آلمان است که در راینلاند-فالتس واقع شده‌است.

## خصوصیات
اتزباخ ۱٬۳۲۸ نفر جمعیت دارد.